# Althepus pum
Althepus pum is een spinnensoort uit de familie Psilodercidae. De soort komt voor in Thailand.